# Melanchra aestiva
Melanchra aestiva là một loài bướm đêm trong họ Noctuidae.